# Fondation Burkhardt-Felder

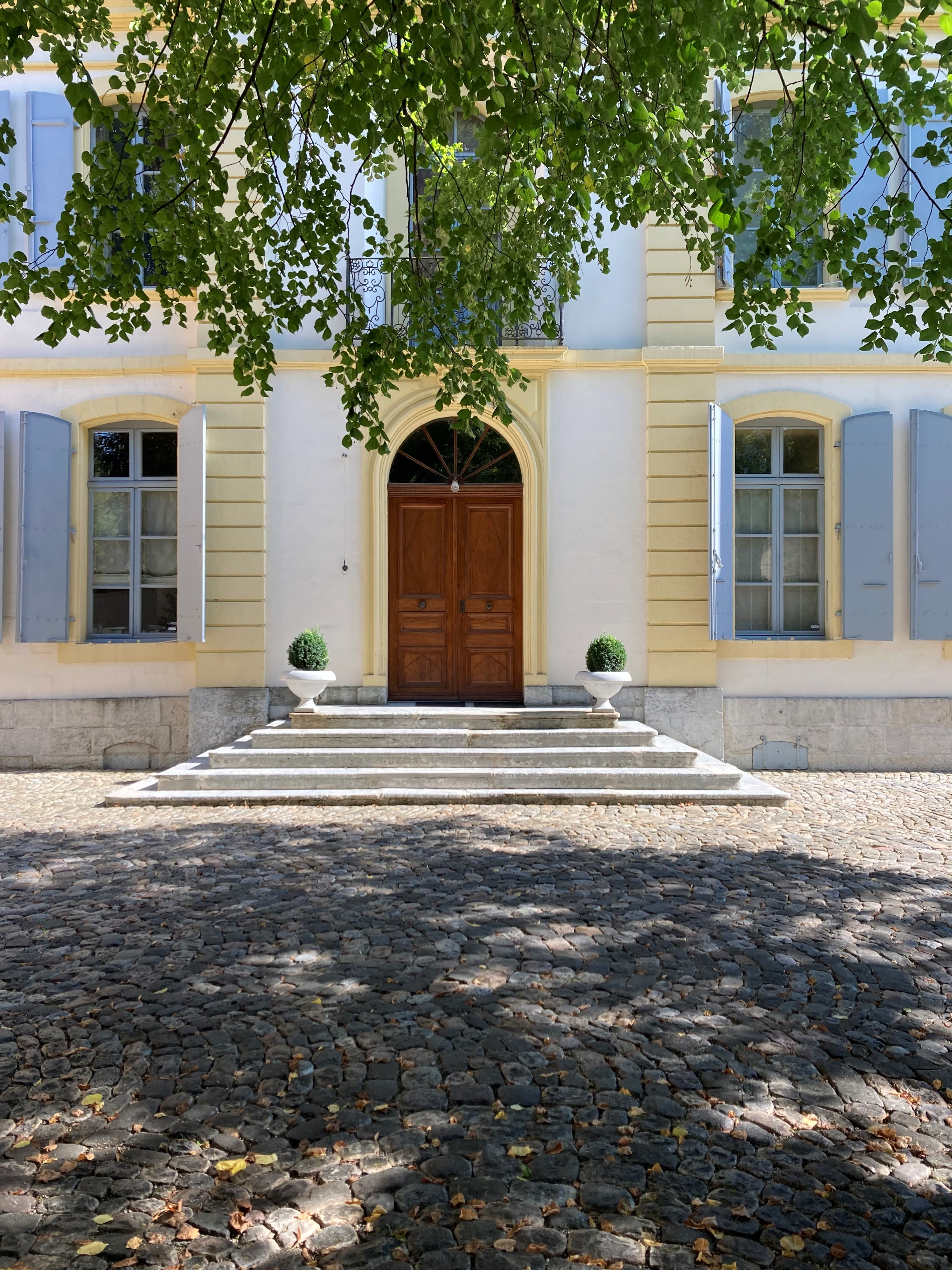
Le Château d'Ivernois à Môtiers, propriété de la Fondation Burkhardt-Felder

La Fondation Burkhardt-Felder Arts et Culture est une institution culturelle privée située dans le village de Môtiers (Val-de-Travers) dans le canton de Neuchâtel en Suisse. Depuis 2008, la fondation expose dans deux musées ses collections culturelles, dédiées respectivement à l'art aborigène australien et aux automobiles anciennes.

## Histoire
Vivant en Australie depuis 1981, les collectionneurs Gérard et Theresa Burkhardt découvrent l'art aborigène australien et commencent à constituer un ensemble d’œuvres d'art et d'automobiles,. De retour en Suisse vingt-cinq années plus tard, le couple crée en 2002 la Fondation Burkhardt-Felder Arts et Culture et acquiert le Château d'Ivernois à Môtiers. Il installe ses collections dans deux dépendances rénovées du domaine afin de les rendre accessibles au public.
Le Musée de l’art aborigène australien « La grange » et le Musée de l’automobile « Le manège » sont inaugurés la même année, en 2008.

## Musées

### Musée de l'art aborigène australien «La grange»
Le Musée de l’art aborigène australien « La grange » doit son nom au bâtiment qui l'abrite : une grange historique de 1721 restaurée, appartenant au domaine du Château d’Ivernois à Môtiers. Le musée présente des peintures, des sculptures et des artefacts de la collection d’art aborigène australien de la Fondation Burkhardt-Felder Arts et Culture, dans le cadre d’expositions temporaires,,.

### Musée de l'automobile «Le manège»
Le Musée de l’automobile « Le manège » abrite la collection de voitures anciennes de la Fondation Burkhardt-Felder Arts et Culture. Ancien manège à chevaux situé dans le parc du Château d'Ivernois, ce bâtiment de 1856 a fait l'objet de restaurations et réaménagements intérieurs,. Depuis son inauguration, « Le manège » présente de façon permanente plus de vingt-cinq voitures de collection.

## Les expositions

### Musée «La grange»
- 2008-2009 : Treasures of the Spirit
- 2010-2011 : Visions Aborigènes
- 2012 : Waii, Dennis Nona[4]
- 2013-2015 : Sky and Desert[11]
- 2016-2017 : Ochre Magic
- 2018-2019 : Islands in the Sea
- 2020-2022 : Voyage across Aboriginal Australia. Founders’ Favourites[12]

### Musée «Le manège»
- Exposition permanente de voitures anciennes des années 1897 à 1980.